# Витин, Олег Игоревич
Олег Игоревич Витин (10 сентября 1939 года, Москва — 2003 год, Сосновый Бор, Ленинградская область) — передовик производства, старший оператор реакторного отделения Ленинградской атомной электростанции имени В. И. Ленина. Герой Социалистического Труда (1975). Депутат Верховного Совета СССР 10 созыва.

## Биография
Родился 10 сентября 1939 года в Москве в семье военнослужащего. Окончив среднюю школу в 1955 году, поступил на курсы электросварщиков. В 1956 году по комсомольской путёвке приехал в Красноярск-26, где стал работать в Стройтресте и позднее — на Горно-химическом комбинате. За ударную трудовую деятельность был награждён несколькими медалями. Был удостоен звания «Ударник коммунистического труда». В 1971 году был награждён Орденом Ленина. С июня 1972 года по май 1988 года работал на Ленинградской АЭС. Начинал работу в реакторном отделении. Позднее был назначен старшим оператором. За этот период своей работы на Ленинградской АЭС участвовал в освоении оборудования транспортно-технологического и перегрузочного комплекса большой мощности канального реактора РБМК-1000. За выдающиеся успехи в трудовой деятельности был удостоен в 1975 году звания Героя Социалистического Труда.
В 1980 году избирался депутатом Верховного Совета СССР 10 созыва.
В 1988 году участвовал в ликвидации последствий на Чернобыльской АЭС. В 1991 году в связи с достижением льготного пенсионного стажа был переведён на должность контролёра сварочных работ. С 1995 года работал мастером группы контроля. В 2002 году вышел на пенсию. Скончался в 2003 году.

## Награды
- Герой Социалистического Труда — указом Президиума Верховного Совета СССР от 26 февраля 1975 года
- Орден Ленина — дважды (1971, 1975)
- Медаль «В ознаменование 100-летия со дня рождения Владимира Ильича Ленина» (1970)